# Harrisimemna trisignata

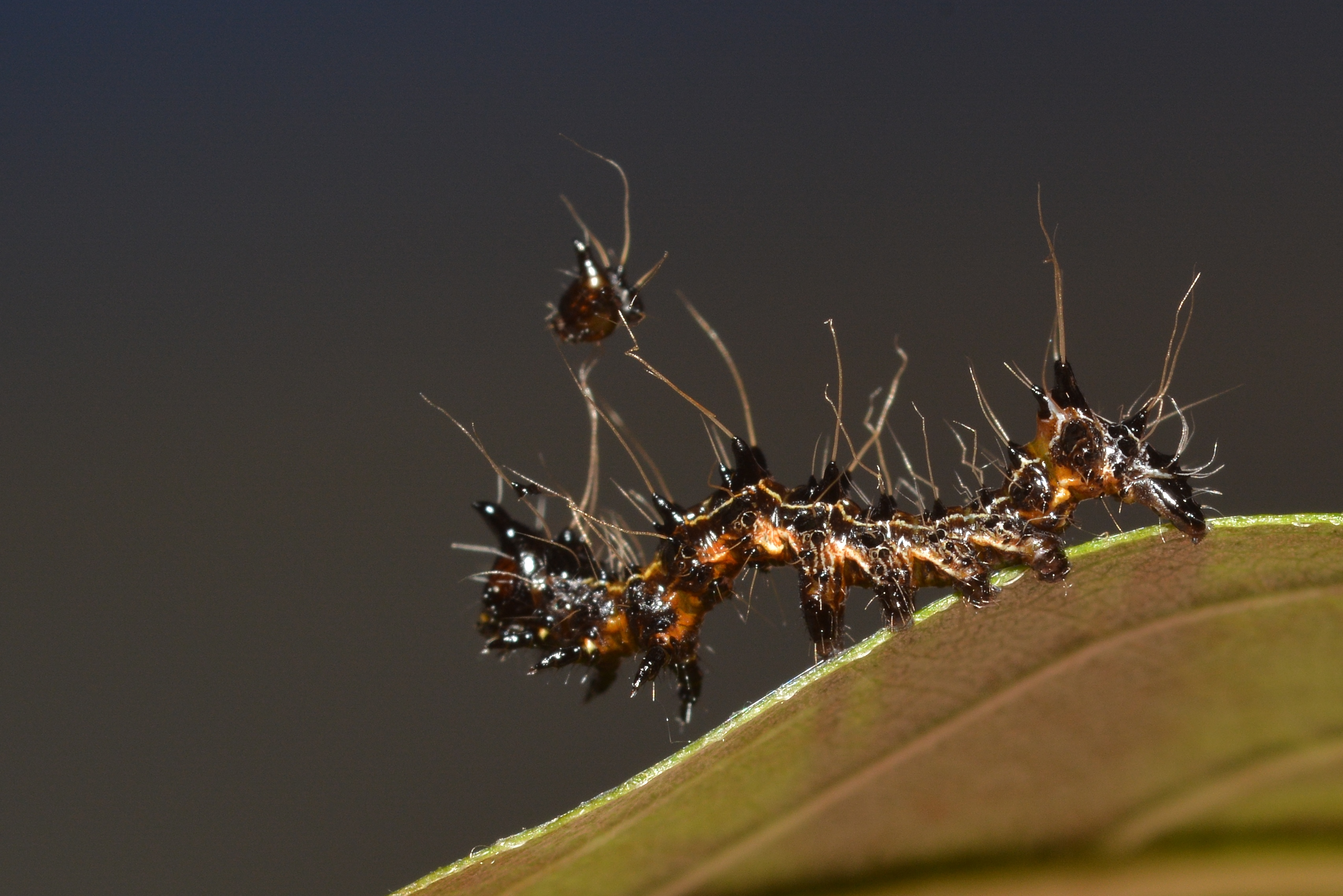
Raupe mit alter Kopfkapsel als Waffe

Harrisimemna trisignata ist ein in Nordamerika vorkommender Schmetterling (Nachtfalter) aus Familie der Eulenfalter (Noctuidae).

## Merkmale

### Falter
Die Falter erreichen eine Flügelspannweite von ca. 31 Millimetern. Die Grundfarbe der Vorderflügel ist weißlich, leicht schwärzlich marmoriert und mit unregelmäßig verteilten schwarzbraunen Flecken und Linien versehen. Ring- und Nierenmakel sind dunkelbraun gekernt und schwarzbraun umrandet. Arttypisch sind drei nahezu kreisrunde rotbraune bis graubraune  Flecke, die sich in der Basalregion, am Innenwinkel sowie besonders groß und deutlich am Apex befinden. Die Hinterflügeloberseite bei den Männchen ist weißlich, in Richtung des Vorderrands leicht verdunkelt, bei den Weibchen einfarbig dunkelgrau gefärbt. Die Fransen sind schwarz/weiß gescheckt. Am Thorax befindet sich ein dichtes rotbraunes Haarbüschel. In der Mitte des Hinterleibs hebt sich ein weiteres, kleineres, gleichfarbiges Haarbüschel ab.

### Ähnliche Arten
Aufgrund der markanten Flügelzeichnung sind die Falter unverwechselbar.

### Raupe
Ausgewachsene Raupen sind überwiegend dunkelbraun gefärbt, an den Seiten und auf dem Rücken zuweilen leicht weißlich. Die einzelnen Körpersegmente sind mit Spitzen, Höckern und einzelnen langen Haaren versehen. Die Raupen zeigen ein außergewöhnliches Tarn- und Verteidigungsverhalten: Von hinten ähneln sie einer springenden Spinne, die ihre Hinterbeine hebt, von der Seite ähneln sie abgenutzten Spinnweben oder Vogelkot. An den Haaren über dem Kopf tragen sie eine oder mehrere von früheren Häutungen stammende, abgestreifte Kopfkapseln. Sofern sich Feinde, beispielsweise Schlupfwespen (Ichneumonidae) nähern, schlagen sie den Kopf kräftig pendelnd hin und her, wobei die alte Kopfkapsel zusätzlich als Waffe dient.

## Verbreitung und Vorkommen
Das Verbreitungsgebiet von Harrisimemna trisignata erstreckt sich über die östlichen und einige zentrale Regionen Nordamerikas. Die Art  besiedelt bevorzugt lichte Wälder und Gebüsch reiche Graslandschaften.

## Lebensweise
Die Falter fliegen zwischen Mai und September, schwerpunktmäßig im Juli. Sie sind nachtaktiv und fliegen künstliche Lichtquellen an. Als Nahrungsquelle der Raupen dienen die Blätter einer Vielzahl verschiedener Pflanzen, dazu zählen: Heckenkirschen- (Lonicera), Schneeball- (Viburnum), Stechpalmen- (Ilex), Weiden- (Salix), Eschen- (Fraxinus), Apfel- (Malus) und Schneebaum-Arten (Chionanthus).